# Monaster Banja (Czarnogóra)
Monaster Banja – żeński prawosławny klasztor w Czarnogórze, w okolicy miasta Risan.
Klasztor został ufundowany w epoce rządów dynastii Nemaniczów, a następnie przebudowany w 1602. Następnie zabudowania monasterskie w całości spalili Turcy. W 1720 została odbudowana główna świątynia klasztorna, jednonawowa cerkiew św. Jerzego. Inicjatorem odnowienia monasteru był mnich z klasztoru Chilandar na Athosie, archimandryta Atanazy. Budynek głównej cerkwi jest zdominowany przez wzniesioną od strony zachodniej dzwonnicę. Nad głównym portalem prowadzącym do wnętrza świątyni znajduje się ikona patrona cerkwi. Od wschodu znajduje się zamknięte półkoliście pomieszczenie ołtarzowe.
We wnętrzu obiektu znajdują się ikony powstałe w Czarnogórze, Rosji i Grecji. W skarbcu monasteru przechowywany jest wyszywany złotem i srebrem kilim z 1606 z postaciami św. Stoji i jego małżonki Simy.
Budynki mieszkalne klasztoru powstały w XIX stuleciu.